# Ha (album)
A Ha Talvin Singh tabláművész második lemeze.

## Számok
1. One – 12:52
2. Mustard Fields – 8:20
3. The Beat Goes On – 6:07
4. Uphold – 4:46
5. Sway of the verses – 6:02
6. Dubla – 5:06
7. It's Not Over – 7:45
8. Abalonia – 06:56
9. See Breeze – 4:52
10. Bobby Style – 7:11
11. Silver Flowers – 4:44